# Ţavāleh
Ţavāleh (persiska: طواله) är en ort i Iran.   Den ligger i provinsen Hamadan, i den nordvästra delen av landet, 220 km väster om huvudstaden Teheran. Ţavāleh ligger 1 659 meter över havet och antalet invånare är 134.
Terrängen runt Ţavāleh är en högslätt, och sluttar söderut. Runt Ţavāleh är det ganska glesbefolkat, med 47 invånare per kvadratkilometer. Närmaste större samhälle är Fāmenīn, 7,9 km sydväst om Ţavāleh. Trakten runt Ţavāleh består till största delen av jordbruksmark.